# Gordon Granger
Pour les articles homonymes, voir Granger.
Gordon Granger était un officier de carrière de l'armée américaine et un général de l'Union pendant la guerre de Sécession. Il se distingua durant la bataille de Chickamauga.

## Le début de sa vie et le Mexique
Granger est né à Joy dans le comté de Wayne en 1822. Il fut diplômé de l'académie militaire de West Point en 1845. Durant la guerre américano-mexicaine, il combattit dans l'armée de Winfield Scott. Ensuite, il servit sur la frontière ouest.

## Le service pendant la Guerre de Sécession
Son premier combat pendant la Guerre de Sécession se termina par la défaite des forces de l'Union dans le Missouri en 1861 lors de la bataille de Wilson's Creek. Granger était alors commandant d'un régiment volontaire de cavalerie. Il fut promu brigadier général des soldats volontaires le 26 mars 1862 et commanda la division de Cavalerie dans l'Armée du Mississippi pendant la bataille d'Island Number Ten près de New Madrid et la première bataille de Corinth. Il fut promu général de division dans le régiment des soldats volontaires le 17 septembre 1862 et prit les commandes de l'Armée du Kentucky. Il conduisit des opérations de cavalerie dans le centre du Tennessee avant de devenir commandant de l'Armée de Cumberland qui s'était unifiée à celle du Kentucky pour former le Corps de Réserve.
Il est plus connu pour les actions menées lorsqu'il commandait le Corps de Réserve lors de la bataille de Chickamauga. Sur le terrain, le 20 septembre 1863, le deuxième jour de la bataille, il renforça le 14e Corps, unité que dirigeait le général de division George Henry Thomas, sur la colline de Snodgrass (Snodgrass Hill). Cette action repoussa jusqu'à la nuit les Confédérés qui attaquaient, permettant ainsi aux forces fédérales de battre en retraite en bonne ordre et valut au général Thomas le sobriquet de « Rocher de Chickamauga » (« Rock of Chickamauga »).
Le succès que remporta Granger à Chickamauga lui permit d'obtenir le commandement du 4e Corps, une unité nouvellement créée dans l'Armée du Cumberland. Sous sa direction, cette force se distingua lors de la troisième bataille de Chattanooga. Deux des divisions du 4e Corps, celles commandées par Thomas John Wood et Philip Sheridan, firent partie des unités qui prirent d'assaut le milieu de la ligne renforcée des Confédérés lors de la bataille de Missionary Ridge. Lors de ce combat, les forces de l'Union firent une percée contraignant les Confédérés qui étaient sous le commandement du général Braxton Bragg à reculer.
Après la bataille de Chattanooga, Granger participa à la levée du siège à Knoxville, dans le Tennessee. En dépit de ces succès, son franc-parler l'empêcha d'obtenir des commandements plus importants. Néanmoins, on l'envoya dans l'Armée du Golfe où il continua à diriger des troupes et à gagner de la reconnaissance. Il commanda les forces terrestres qui ont réussi à capturer les forts de Gaine (en) et de Morgan (en) au moment où l'Union obtenait une victoire navale lors de la bataille de la baie de Mobile. Granger commanda le XIIIe corps pendant la bataille de Fort Blakely (en) qui conduisit à la chute de Mobile, ville d'Alabama.

## L'après- guerre
Lorsque la guerre fut terminée, Granger resta dans l'armée et obtint le commandement de l'Armée du Texas. Le 19 juin 1865, dans la ville de Galveston (Texas), il déclara la fin de l'esclavage, déclenchant ainsi de joyeuses manifestations chez les hommes libérés et donnant naissance à une journée commémorative annuelle (connue sous le nom de Juneteenth ou Freedom Day ou encore Emancipation Day) célébrant la libération des noirs au Texas.
En 1876, Granger mourut à Santa Fé, ville du Nouveau-Mexique, où il exerçait la fonction de commandant du District du Nouveau-Mexique (District of New Mexico). Il est enterré au cimetière de Lexington dans le Kentucky.